# متیو لکری
متیو لکری (انگلیسی: Matthew LeCroy؛ زادهٔ ۱۳ دسامبر ۱۹۷۵) بازیکن بیس‌بال اهل ایالات متحده آمریکا است.
وی در مسابقات کشوری و بین‌المللی در مجموع برندهٔ ۱ مدال نقره، ۱ مدال برنز شده‌است.